# Arsene Lupin (film, 1917)
Pour les articles homonymes, voir Arsène Lupin (homonymie).
Pour plus de détails, voir Fiche technique et Distribution.
Arsene Lupin est un film muet américain réalisé par Paul Scardon et sorti en mars 1917. Le film adapte la pièce de théâtre éponyme écrite par Maurice Leblanc et Francis de Croisset en 1908.

## Synopsis
Sous les traits du duc de Charmerace, Arsène Lupin exploite le snobisme des Gournay-Martin pour cambrioler leur château.

## Fiche technique
- Titre : Arsene Lupin
- Réalisation : Paul Scardon
- Scénario :  Garfield Thompson d'après la pièce de théâtre de Maurice Leblanc et Francis de Croisset
- Société de production : Vitagraph Company of America
- Société de distribution : V-L-S-E
- Pays d'origine :  États-Unis
- Langue : film muet avec les intertitres en anglais
- Format : Noir et blanc — Muet
- Genre : Film policier
- Dates de sortie : 
  - États-Unis : 1917

## Distribution
- Earle Williams : Arsène Lupin
- Brinsley Shaw : Guerchard
- Henry Leone : Guernay-Martin
- Bernard Siegel : Charolais
- Gordon Gray : Anastase
- Logan Paul : Firmin
- Hugh Wynn : Alfred
- Ethel Grey Terry : Sonia
- Billie Billings : Germaine
- Julia Swayne Gordon : Victoire
- Frank Crayne : Child